# Cordulegaster vanbrinkae
Cordulegaster vanbrinkae är en trollsländeart som beskrevs av Lúcia Garcez Lohmann 1993. Cordulegaster vanbrinkae ingår i släktet Cordulegaster och familjen kungstrollsländor. IUCN kategoriserar arten globalt som otillräckligt studerad. Inga underarter finns listade i Catalogue of Life.